# Russian Time
Russian Time fue una escudería rusa que fue fundada en 2013. Ingresó ese año a la GP2 Series en lugar de iSport International. Desde 2015 hasta su desaparición en 2018, el equipo estuvo gestionado por Virtuosi Racing.

## Historia
Russian Time fue establecido por el expiloto de carreras de Rusia y director Igor Mazepa y el director del equipo Timo Rumpfkeil en 2013. El equipo buscó una entrada a la GP2 Series por dos años antes de ser finalmente aceptada en 2013, en sustitución de iSport International. Esta se retiró de la serie después de haber sido incapaz de asegurar un presupuesto para competir en la próxima temporada, por lo que su gestión elegido para apagar el equipo hacia abajo con el fin de evitar la quiebra.
El equipo disputó su primera temporada con el británico Sam Bird y el francés Tom Dillmann como pilotos. La escudería logró el campeonato de escuderías en su temporada debut, mientras que el piloto británico logró el subcampeonato en el de pilotos.
En 2017 ganaron nuevamente el campeonato de escuderías, con su piloto Artiom Markélov siendo subcampeón en pilotos. Russian Time cerró tras la temporada 2018, dejando su lugar a Virtuosi Racing.

## Resultados

### GP2 Series
(Clave) (negrita indica pole position) (cursiva indica vuelta rápida puntuable)

| Año  | Chasis                                 | Neu. | N.º | Pilotos            | 1   | 1   | 2   | 2   | 3   | 3   | 4   | 4   | 5   | 5   | 6   | 6   | 7   | 7   | 8   | 8   | 9   | 9   | 10  | 10  | 11  | 11  | Puntos | Pos. | Ref.   |
| ---- | -------------------------------------- | ---- | --- | ------------------ | --- | --- | --- | --- | --- | --- | --- | --- | --- | --- | --- | --- | --- | --- | --- | --- | --- | --- | --- | --- | --- | --- | ------ | ---- | ------ |
| 2013 | Dallara GP2/11 Mecachrome V8108 GP2 V8 | P    |     |                    | KUA | KUA | SAK | SAK | BAR | BAR | MON | MON | SIL | SIL | NÜR | NÜR | BUD | BUD | SPA | SPA | MNZ | MNZ | SIN | SIN | YMC | YMC | 273    | 1.º  | [ 9 ]  |
| 2013 | Dallara GP2/11 Mecachrome V8108 GP2 V8 | P    | 11  | Sam Bird           | 7   | Ret | 6   | 1   | 21† | 12  | 1   | 24  | 1   | 5   | 13  | 8   | 10  | 8   | 1   | 14  | 2   | 4   | 8   | 1   | 10  | 4   | 273    | 1.º  | [ 9 ]  |
| 2013 | Dallara GP2/11 Mecachrome V8108 GP2 V8 | P    | 12  | Tom Dillmann       | 14  | 11  | 8   | 4   | 5   | 26  | 11  | 25  | 3   | 6   | 8   | Ret | 20  | 11  | 5   | 9   | 3   | 5   | 6   | 14  | Ret | DNS | 273    | 1.º  | [ 9 ]  |
| 2014 | Dallara GP2/11 Mecachrome V8108 GP2 V8 | P    |     |                    | SAK | SAK | BAR | BAR | MON | MON | SPI | SPI | SIL | SIL | HOC | HOC | BUD | BUD | SPA | SPA | MNZ | MNZ | SOC | SOC | YMC | YMC | 180    | 5.º  | [ 10 ] |
| 2014 | Dallara GP2/11 Mecachrome V8108 GP2 V8 | P    | 1   | Mitch Evans        | 14  | 7   | 14  | 20† | 2   | 6   | 7   | 4   | 1   | 7   | 1   | 11  | 12  | 9   | 5   | 4   | 3   | 20† | 2   | 4   | 3   | 4   | 180    | 5.º  | [ 10 ] |
| 2014 | Dallara GP2/11 Mecachrome V8108 GP2 V8 | P    | 2   | Artiom Markélov    | 15  | 10  | 11  | Ret | Ret | Ret | 21  | 16  | 18  | 17  | Ret | 12  | 16  | 20† | 7   | Ret | 21  | Ret | 16  | 12  | Ret | 19  | 180    | 5.º  | [ 10 ] |
| 2015 | Dallara GP2/11 Mecachrome V8108 GP2 V8 | P    |     |                    | SAK | SAK | BAR | BAR | MON | MON | SPI | SPI | SIL | SIL | BUD | BUD | SPA | SPA | MNZ | MNZ | SOC | SOC | SAK | SAK | YMC | YMC | 183    | 5.º  | [ 11 ] |
| 2015 | Dallara GP2/11 Mecachrome V8108 GP2 V8 | P    | 9   | Mitch Evans        | 6   | 17  | 2   | DNS | Ret | DNS | 10  | 5   | Ret | 20  | 17  | 22  | 5   | 3   | 3   | 1   | 11  | 8   | 3   | 1   | 3   | C   | 183    | 5.º  | [ 11 ] |
| 2015 | Dallara GP2/11 Mecachrome V8108 GP2 V8 | P    | 10  | Artiom Markélov    | 13  | 12  | 12  | 5   | Ret | 14  | 5   | DSQ | 21  | 14  | 22  | 18  | 3   | 5   | 5   | 14  | Ret | 12  | 15  | 8   | Ret | C   | 183    | 5.º  | [ 11 ] |
| 2016 | Dallara GP2/11 Mecachrome V8108 GP2 V8 | P    |     |                    | BAR | BAR | MON | MON | BAK | BAK | SPI | SPI | SIL | SIL | BUD | BUD | HOC | HOC | SPA | SPA | MNZ | MNZ | KUA | KUA | YMC | YMC | 256    | 3.º  | [ 12 ] |
| 2016 | Dallara GP2/11 Mecachrome V8108 GP2 V8 | P    | 9   | Raffaele Marciello | 8   | 5   | 6   | 3   | 3   | 11  | 3   | 4   | 9   | 6   | 4   | 8   | 3   | 7   | 4   | 5   | 2   | 14  | 6   | 2   | 10  | 13  | 256    | 3.º  | [ 12 ] |
| 2016 | Dallara GP2/11 Mecachrome V8108 GP2 V8 | P    | 10  | Artiom Markélov    | 4   | 4   | 1   | 8   | Ret | 5   | Ret | 11  | 10  | 12  | 9   | 4   | Ret | 9   | 5   | 21† | 10  | 10  | DNS | 13  | 3   | 7   | 256    | 3.º  | [ 12 ] |

### Campeonato de Fórmula 2 de la FIA
(Clave) (negrita indica pole position) (cursiva indica vuelta rápida puntuable)

| Año  | Chasis                                 | Neu. | N.º | Pilotos         | 1   | 1   | 2   | 2   | 3   | 3   | 4   | 4   | 5   | 5   | 6   | 6   | 7   | 7   | 8   | 8   | 9   | 9   | 10  | 10  | 11  | 11  | 12  | 12  | Puntos | Pos. | Ref.   |
| ---- | -------------------------------------- | ---- | --- | --------------- | --- | --- | --- | --- | --- | --- | --- | --- | --- | --- | --- | --- | --- | --- | --- | --- | --- | --- | --- | --- | --- | --- | --- | --- | ------ | ---- | ------ |
| 2017 | Dallara GP2/11 Mecachrome V8108 GP2 V8 | P    |     |                 | SAK | SAK | BAR | BAR | MON | MON | BAK | BAK | SPI | SPI | SIL | SIL | BUD | BUD | SPA | SPA | MNZ | MNZ | JER | JER | YMC | YMC |     |     | 395    | 1.º  | [ 13 ] |
| 2017 | Dallara GP2/11 Mecachrome V8108 GP2 V8 | P    | 5   | Luca Ghiotto    | 7   | 2   | 2   | 7   | 5   | 4   | 16  | 7   | 14  | 4   | 6   | 2   | 6   | 8   | 2   | 3   | 4   | 1   | 7   | 4   | 3   | 5   |     |     | 395    | 1.º  | [ 13 ] |
| 2017 | Dallara GP2/11 Mecachrome V8108 GP2 V8 | P    | 6   | Artiom Markélov | 1   | 8   | 8   | 9   | 2   | 5   | 4   | 5   | 8   | 1   | 4   | 3   | 17† | 9   | 1   | Ret | 9   | 15  | 5   | 1   | 1   | 6   |     |     | 395    | 1.º  | [ 13 ] |
| 2018 | Dallara F2 2018 Mecachrome V6 Turbo    | P    |     |                 | SAK | SAK | BAK | BAK | BAR | BAR | MON | MON | LEC | LEC | SPI | SPI | SIL | SIL | BUD | BUD | SPA | SPA | MNZ | MNZ | SOC | SOC | YMC | YMC | 234    | 4.º  | [ 14 ] |
| 2018 | Dallara F2 2018 Mecachrome V6 Turbo    | P    | 1   | Artiom Markélov | 3   | 1   | Ret | Ret | 8   | 9   | 1   | 4   | 14  | 14† | 8   | 1   | 6   | 4   | 8   | 13  | 6   | 5   | 2   | 2   | 11  | 5   | 2   | 7   | 234    | 4.º  | [ 14 ] |
| 2018 | Dallara F2 2018 Mecachrome V6 Turbo    | P    | 2   | Tadasuke Makino | 19  | 17  | 9   | 9   | 9   | Ret | 14  | Ret | 8   | Ret | 7   | 6   | 12  | 11  | 9   | 12  | 12  | 11  | 1   | 14  | 10  | 11  | 9   | Ret | 234    | 4.º  | [ 14 ] |